# Trest smrti v Turecku
Trest smrti v Turecku byl zrušen v roce 2004, poslední poprava však byla v této zemi vykonána již v roce 1984.

## Historie
Podle Hanze Chiappetty byl od vzniku Turecké republiky v roce 1923 trest smrti vykonán v 588 případech. Před rokem 1984 se popravy obvykle konaly po vojenských pučích. Například Adnan Menderes, bývalý předseda vlády, byl oběšen dne 17. září 1961 po státním převratu v roce 1960. Ve stejný den byli popraveni i další dva členové vlády, Fatin Rüştü Zorlu a Hasan Polatkan. Dne 6. května 1972 byli popraveni studentští vůdci Deniz Gezmiş, Hüseyin İnan a Yusuf Aslan po vojenském memorandu z roku 1971. Po státním převratu v roce 1980 bylo v letech 1980 až 1984 popraveno 50 mužů, včetně 27 politických aktivistů.
Dvacet čtyři článků tureckého trestního zákoníku z roku 1926 (Zákon 765) stanovovalo trestní sazbu trestu smrti, včetně devatenácti zločinů proti státu, vládě, ústavě a armádě a dalších deseti za trestné činy, jako je vražda a znásilnění. Těchto 24 článků definovalo celkem 29 trestných činů. Podle článku 12 zákona 765 měly být rozsudky smrti vykonávány oběšením poté, co byly schváleny výnosem Velkého národního shromáždění Turecka. V rámci Velkého národního shromáždění Turecka došlo k jejich přezkoumání soudním výborem, než o nich hlasoval parlament. Toto rozhodnutí muselo být ratifikováno prezidentem, který měl pravomoc zmírnit rozsudky smrti na základě věku nebo špatného zdravotního stavu.
V červnu 1999 byl k trestu smrti odsouzen vůdce a bývalý předseda Kurdské strany pracujících Abdullah Öcalan, jeho trest mu však byl v roce 2002 zmírněn na trest odnětí svobody na doživotí.

## Zrušení trestu smrti
Zákonem 4771 ze dne 9. srpna 2002 byl zrušen trest smrti za mírové trestné činy. Zákonem 5218 ze dne 14. července 2004 byl trest smrti v zemi zrušen úplně. Turecko podepsalo a ratifikovalo protokol č. 6 Úmluvy o ochraně lidských práv a základních svobod i protokol č. 13 Úmluvy o ochraně lidských práv a základních svobod. Protokol č. 6 byl ratifikován dne 12. listopadu 2003 a vešel v platnost dne 1. prosince 2003. Protokol č. 13 byl ratifikován dne 20. února 2006 a v platnost vešel dne 1. června 2006.
Po neúspěšném státním převratu v roce 2016 někteří politici hovořili o obnovení trestu smrti. Prezident Turecka Recep Tayyip Erdoğan dne 29. října 2016 oznámil, že vláda předloží návrh zákona o obnovení trestu smrti tureckému parlamentu. Také prohlásil, že by zákon o jeho znovuzavedení podepsal.